# 天城镇 (崇阳县)
天城镇，是中华人民共和国湖北省咸寧市崇阳县下辖的一个乡镇级行政单位。

## 行政区划
天城镇下辖以下地区：
七星社区、十字街社区、白泉社区、和平社区、中津洲社区、步行街社区、洪下村、河田村、菖蒲村、鹿门村、山下村、环城村、香山村、蛤蟆石村、寺前村、七星村、茅井村、桃红村、松柏村、新塘岭村、浮溪桥村、下津村、渣桥村、肥塘村、中津村、花山村、陈河水村、渣冲村、乌龟石村、谢家坳村、白泉村、郭家岭村、史家渡村和龙背村。